# Municipio de Center (condado de Marion)
El municipio de Center (en inglés: Center Township) es un municipio ubicado en el condado de Marion en el estado estadounidense de Indiana. En el año 2010 tenía una población de 142787 habitantes y una densidad poblacional de 1.291,26 personas por km².

## Geografía
El municipio de Center se encuentra ubicado en las coordenadas 39°46′30″N 86°8′22″O / 39.77500, -86.13944. Según la Oficina del Censo de los Estados Unidos, el municipio tiene una superficie total de 110.58 km², de la cual 108.4 km² corresponden a tierra firme y (1.97%) 2.18 km² es agua.

## Demografía
Según el censo de 2010, había 142787 personas residiendo en el municipio de Center. La densidad de población era de 1.291,26 hab./km². De los 142787 habitantes, el municipio de Center estaba compuesto por el 53.05% blancos, el 37.18% eran afroamericanos, el 0.44% eran amerindios, el 1.05% eran asiáticos, el 0.07% eran isleños del Pacífico, el 5.22% eran de otras razas y el 3% pertenecían a dos o más razas. Del total de la población el 8.97% eran hispanos o latinos de cualquier raza.